# Exploit d'huissier
Un 'exploit d'huissier peut être défini comme un « acte de procédure rédigé et signifié par un huissier de justice pour le compte d'un plaideur ».

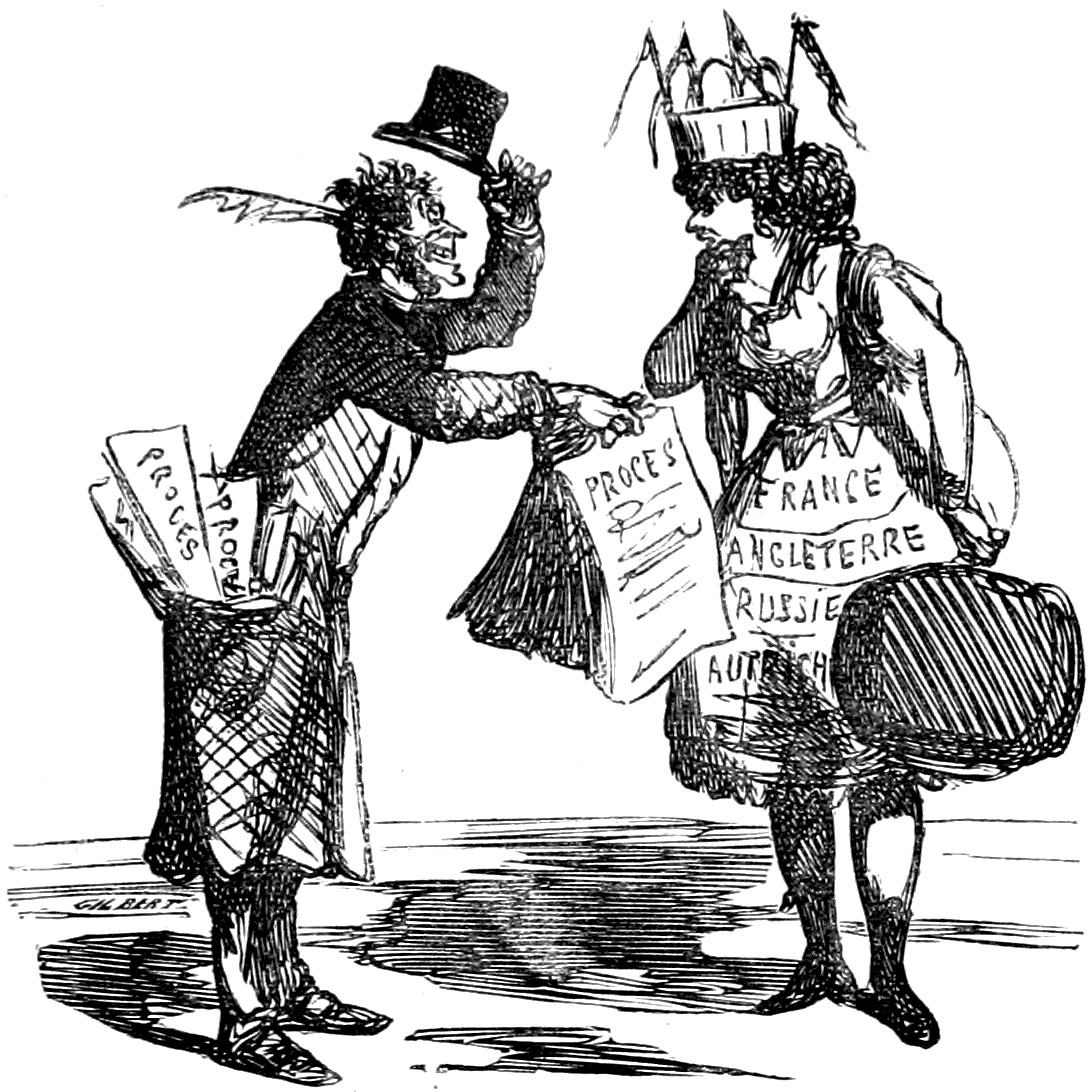
Un exploit d'huissier, caricature de Cham dans le Charivari en 1868

## Droit par système juridique

### France
En droit français, un exploit d'huissier est l'acte par lequel un huissier de justice assure une formalité de procédure (signification, citation), une voie d'exécution ou dresse un constat qui peut servir de preuve à l'occasion d'un éventuel litige.

### Québec (Canada)
Le Code de procédure civile du Québec prévoit clairement que la signification  d’un acte de procédure est faite par un huissier, avec remise en mains propres ou selon d’autres modes officiels. 